# Pandemia de COVID-19 no Quirguistão
Este artigo documenta os impactos da pandemia de coronavírus de 2020 no Quirguistão e pode não incluir todas as principais respostas e medidas contemporâneas.

## Linha do tempo
Em 18 de março, os três primeiros casos de COVID-19 no Quirguistão foram confirmados, após o retorno da Arábia Saudita por um cidadão do país. Antes do primeiro caso relatado, o país havia fechado as fronteiras para estrangeiros. Juntamente ao Tajiquistão, Cazaquistão e Uzbequistão, o país adotou medidas para limitar ou proibir grandes reuniões públicas, bem como proibir as orações públicas de sexta-feira em mesquitas. O Ministério da Saúde local confirmou, também, que os três primeiros suspeitos estavam em quarentena.
Ainda em 18 de março, o primeiro-ministro decidiu que máscaras médicas importadas e exportadas do país seriam isentas de impostos. Em 20 de março, 3 novos casos foram confirmados no distrito de Nookat, no sul do país. Os infectados também haviam retornado recentemente de uma peregrinação religiosa na Arábia Saudita. Por conseguinte, o local entrou em estado de emergência.
Em 22 de março, todo o transporte público parou de operar em Bishkek, como forma de conter a propagação do vírus na capital.